# Scolopendra subspinipes
Scolopendra subspinipes (лат.) — вид губоногих многоножек (Chilopoda) из рода сколопендры (Scolopendra). Место происхождения вида неизвестно. В настоящее время естественным ареалом вида является Австралия и Индомалайская зона. Также вид обнаружен в странах у берегов Индийского океана, в тропических и субтропических регионах Азии (включая Россию), Южной и Центральной Америке, на островах Карибского бассейна. Однако доподлинно неизвестно, какие из перечисленных территорий являются естественных ареалом, а какие были заселены в результате интродукции человеком.
Один из наиболее крупных видов многоножек, достигающий в длине до 20 см.
Сколопендры Scolopendra subspinipes из разных регионов мира:
- Бермудские острова
- Малайский полуостров
- Япония
- Таиланд
- о. Калимантан